# Vuurslag

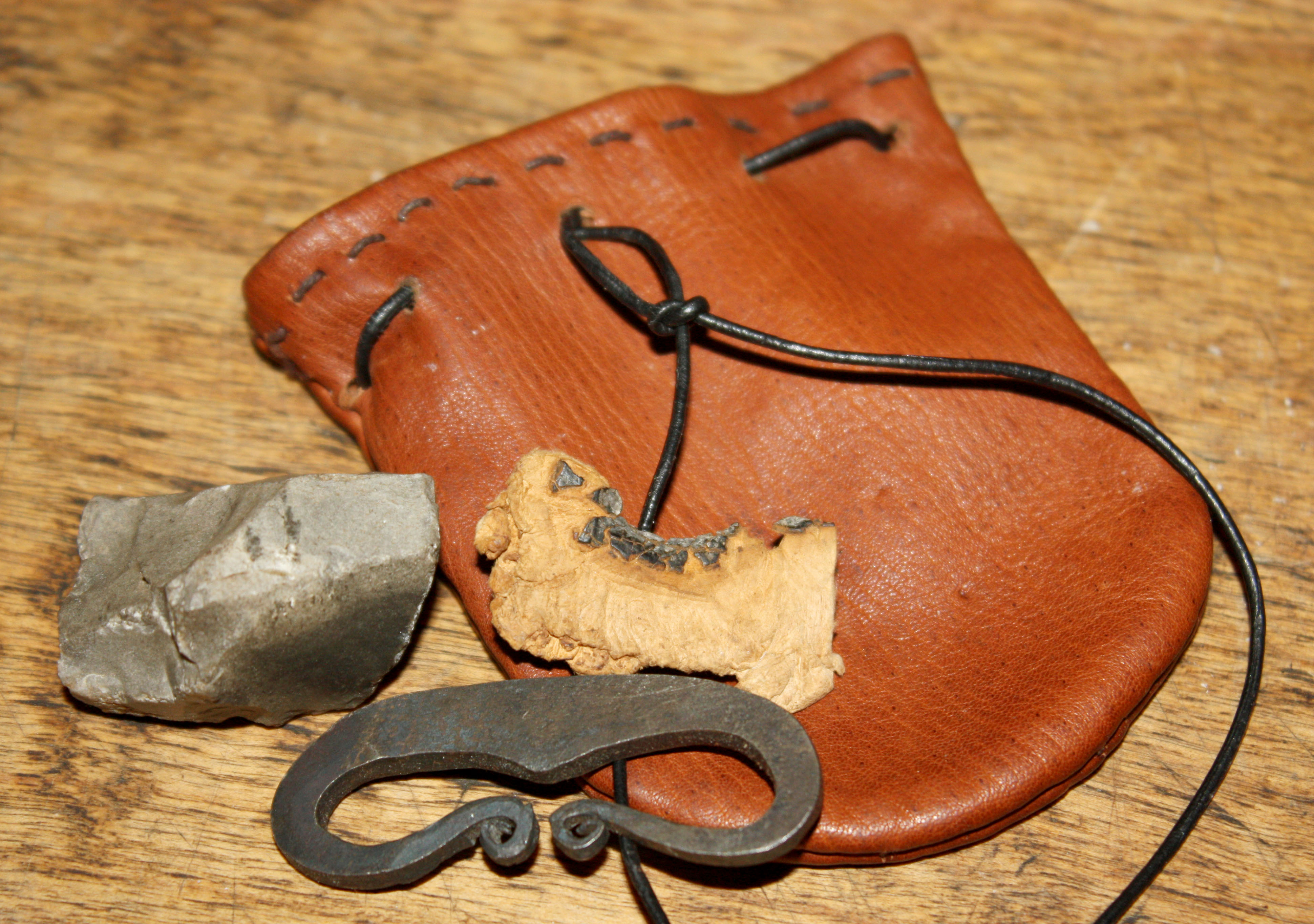
Vuursteen met vuurslag en tondel

Een vuurslag of vuurijzer is een ijzeren staafje dat langs een vuursteen wordt gehaald om met een tondel vuur te maken. Het ijzer en de steen maken vonken, het tondel zorgt voor bruikbaar vuur. 

## Werkwijze
Het vuurslag wordt in de lengte langs de vuursteen gehaald, waarbij er deeltjes van de vuursteen losraken. Als die tussen het ijzer en de steen terechtkomen, gaan ze gloeien door de hitte van de wrijving. Deze vonken laten het tondel ontbranden.  
Het tondel is een voorwerp van droge, makkelijk brandbare stof, zoals gedroogd mos of zwam (bijvoorbeeld de tondelzwam) die blijft smeulen na contact met vuur. Als het tondel afgesloten bewaard wordt, bijvoorbeeld in een tondeldoos, kan het lange tijd blijven smeulen, zodat het meerdere keren gebruikt kan worden. 

## In de cultuur
- Het vuurslag komt prominent voor in het ridderkruis van de Militaire Willems-Orde.[1]
- Het is het zinnebeeld van de Orde van het Gulden Vlies.[2] De 52 schakels van de keten van het Gulden vlies zijn opgebouwd uit vuurslagen.
- Het vuurslag werd door hertogen van Bourgondië als symbool op munten geslagen. In 1474 introduceerde Karel de Stoute een nieuwe munt met de naam vuurijzer.

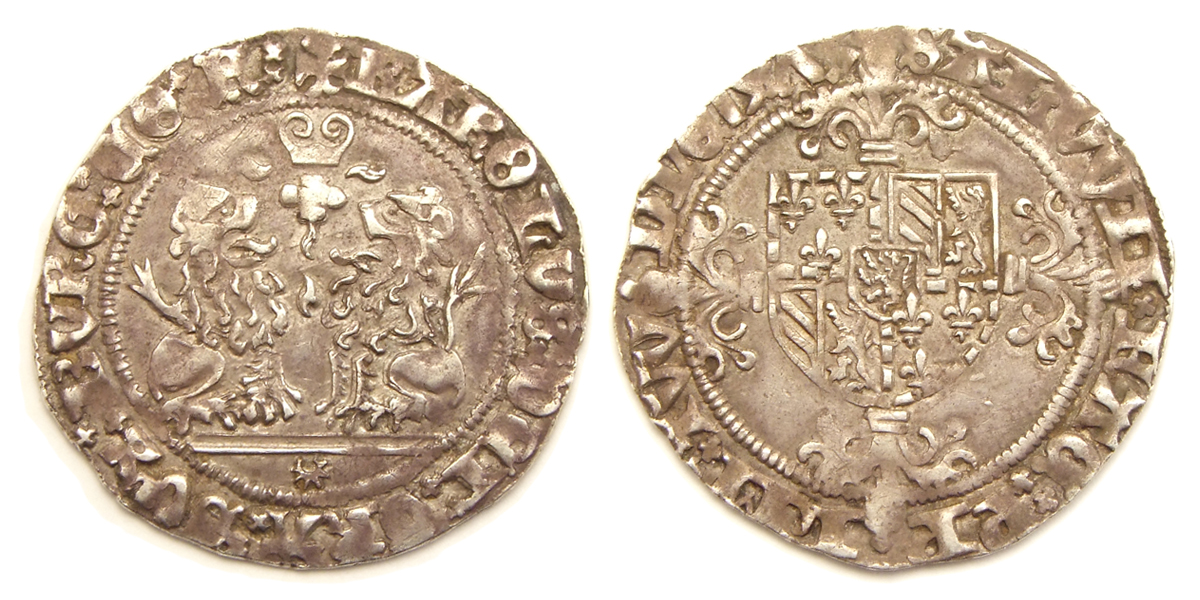
Dubbel vuurijzer, geslagen onder Karel de Stoute, hertog van Bourgondië.
Voorzijde: Twee zittende leeuwen onder een vonkend vuurijzer.Keerzijde: Bloemenkruis met het wapen van Bourgondië.